# 8 км (роз'їзд, Південна залізниця)
8 км — роз'їзд Харківської дирекції Південної залізниці на дільниці Харків-Балашовський — Нова Баварія. Розташований на території міста Харків.

## Пасажирське сполучення
Через роз'їзд 8 км нині лише в західному напрямку від вокзалу Харків-Балашовський вирушають приміські електропоїзди, в східному ж напрямку (в бік станції Лосєве) пасажирське сполучення не здійснюється.
Приміські електропоїзди прямують до станцій: Золочів, Мерчик, Люботин, Огульці.